# Cladastomum
Cladastomum là một chi rêu trong họ Ditrichaceae.